# Zula Pacanowska
Zula Pacanowska, właśc. Rachela (Róża) Pacanowska-Krengel, ps. Janka, Stefa, Zula, (ur. 23 stycznia 1904 w Łodzi, zm. po 10 września 1942 w Chełmnie nad Nerem) – polska aktorka teatralna, komunistyczna działaczka ruchu robotniczego.

## Życiorys
Była córką żydowskiego kupca Pinkusa i Hendli z d. Gajzler. Jej siostrą była Natalia Pacanowska-Haltrecht – historyczka sztuki, zaś bratem – malarz i scenograf – Bolesław Pacanowski. Jako uczennica była w Związku Harcerstwa Polskiego. Zorganizowała drużynę harcerską „Junaków”.
W 1921 ukończyła łódzkie gimnazjum, a następnie uczęszczała do amatorskiej Szkoły Dramatycznej przy Teatrze Miejskim w Łodzi. Od 1923 była członkinią założonego przez Witolda Wandurskiego zespołu Sceny Robotniczej. W tym samym roku rozpoczęła działalność w Związku Młodzieży Komunistycznej (ZMK), przemianowanym później na KZMP. W 1925 wstąpiła do Komunistycznej Partii Polski, a w 1927 do jej legalnej przybudówki – PPS-Lewicy, i została jedną z jej czołowych działaczek w Łodzi. Kierowała Wydziałem Kobiecym PPS-Lewicy w Łodzi, a 1928–1931 była przewodniczącą Wydziału Kobiecego przy Łódzkim Komitecie Okręgowym PPS-Lewicy i członkinią egzekutywy ŁKO. Pracowała w łódzkim oddziale Stowarzyszeniu Wolnomyślicieli Polskich.
Od 1928 była zaangażowana w działalność Pierwszego Teatru Robotniczego „Studio”. Kilkakrotnie występowała w różnych sztukach. Była członkinią Zarządu Komitetu Centralnego PPS-Lewicy. Była wielokrotnie aresztowana i trzykrotnie więziona za działalność komunistyczną. W latach 1931–1935 była instruktorką Komitetu Warszawskiego KPP. Organizowała struktury organizacji harcerstwa żydowskiego Ha-Szomer Ha-Cair w Łodzi, której była instruktorką.
1 kwietnia 1940 trafiła do łódzkiego getta, gdzie była współzałożycielką Organizacji Antyfaszystowskiej – Lewicy Związkowej i kierowała pracą kulturalno-oświatową, prowadziła szkolenie ideologiczne i wygłaszała okolicznościowe referaty. Pracowała w szpitalu w getcie jako sanitariuszka. W czasie tak zwanej wielkiej szpery zdecydowała, że nie opuści swoich podopiecznych i dobrowolnie pojechała na śmierć razem z pacjentami. Wszyscy zostali zamordowani w obozie zagłady w Chełmnie nad Nerem we wrześniu 1942 roku.
Pośmiertnie odznaczona Orderem Sztandaru Pracy I klasy.

## Upamiętnienie
Jej imieniem nazwano ulicę na Bałutach w Łodzi. W 2017, w związku z dekomunizacją, wojewoda łódzki Zbigniew Rau zmienił nazwę ulicy na Eliasza Chaima Majzela.